# Мейсенский грош

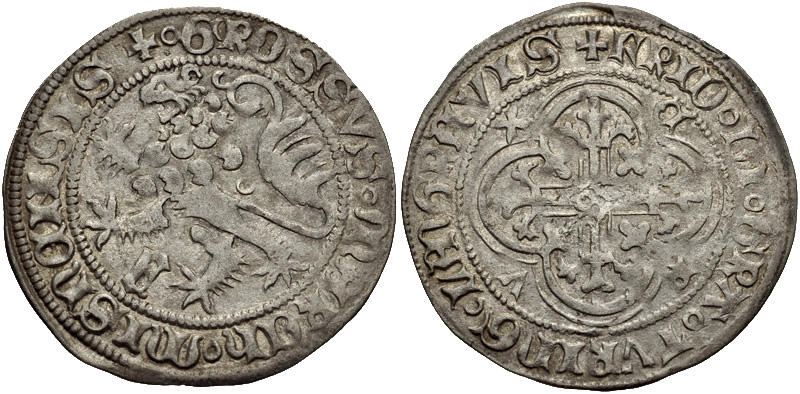
Мейсенский грош

Мейсенский грош (нем. Meißner Groschen) — серебряная монета XIV—XV столетий, которую начали чеканить в 1338 году при маркграфе Мейсена Фридрихе II по образцу пражского гроша.

## Появление и история обращения
Изначально из одной пражской марки (253,14 г) серебра 888 пробы выпускали 66 2/3 мейсенских гроша весом 3,797 г и содержанием 3,375 г чистого серебра. Содержание благородного металла на протяжении всего периода чеканки данных монет уменьшалось. В 1360 году из одной пражской марки выпускали уже 70 монет с содержанием 2,788 г чистого серебра, а в 1432 году — 525 грошей с 0,48 г благородного металла.
Мейсенские гроши на одной стороне содержали изображение льва, стоящего на задних лапах и повёрнутого влево, а также круговую надпись «лат. GROSSUS MARCHIONIS MISNENSIS» (Грош Мейсенской марки). На другой стороне помещался лилиевидный крест в четырёхдужном обрамлении, сокращённое имя монетного сеньора и титул «лат. DEI GRATIA THURINGIAE LANDGRAVII» («Божьей милостью ландграф Тюрингский»). Между линиями креста находятся буквы C R V X, обозначающие латинское слово «Crux» — крест. С 1457 года на монетах появляется год их чеканки.
На протяжении более 100 лет чеканились исключительно во Фрайберге. До 1483 года на монетном дворе города было выпущено монет из более чем 70 тонн чистого серебра. Мейсенские гроши распространились далеко за пределами Саксонии во многих немецких государствах.

## Разновидности мейсенских грошей

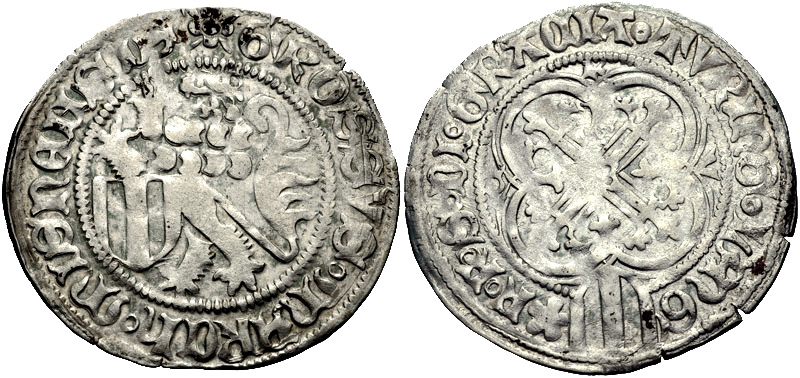
Шильдгрошен

Общее количество всех типов мейсенских грошей составляет несколько тысяч. Изначально мейсенские гроши представляли собой серебряные монеты, которые чеканили в маркграфстве Мейсен. В 1422 году в герцогстве Саксен-Виттенберг со смертью Альбрехта III прервалась династия Асканиев. Император Священной Римской империи Сигизмунд в благодарность за помощь маркграфа Мейсена Фридриха передал ему в 1423 году в управление как вакантное герцогство Саксен-Виттенберг, так и титул курфюрста Саксонии. Таким образом, монеты, которые продолжали чеканить на монетном дворе Фрайберга стали уже не мейсенскими, а саксонскими грошами. В то же время, в литературе они продолжают обозначаться именно как мейсенские гроши. В других источниках они именуются саксонскими грошенами.
Первые полновесные монеты получили название широких грошенов (нем. Breiter Groschen). С 1369 года содержание серебра в них было снижено. На аверсе новых монет был помещён крест из-за которого они и получили название «крестового грошена» (нем. Kreuzgroschen). Их сменили шильдгрошены (нем. Schildgroschen), отличительной чертой которых был гербовой щит Ландсберга в лапах у льва. Шильдгрошены содержали 1,543 г чистого серебра. Шокгрошены (нем. Schockgroschen) по определению являлись 1/60 частью какой-либо весовой или денежной единицы, так как «шок» обозначал 60. С последующим снижением весовых характеристик мейсенских грошей шокгрошенами стали называть те из них, которые по стоимости были равными 1/60 рейнского гольдгульдена — наиболее распространённой золотой монеты того времени.